# یون هوتسالو
یون هوتسالو (انگلیسی: Yevhen Hutsalo; ۱۴ ژانویهٔ ۱۹۳۷ – ۴ ژوئیهٔ ۱۹۹۵) نویسنده، روزنامه‌نگار اهل اتحاد جماهیر شوروی سوسیالیستی بود.
وی همچنین برندهٔ جوایزی همچون جایزه ملی شوچنکو شده‌است.